# Potok pri Komendi
Potok pri Komendi – wieś w Słowenii, w gminie Komenda. W 2018 roku liczyła 51 mieszkańców.